# メルヴィル・デイヴィスン・ポースト

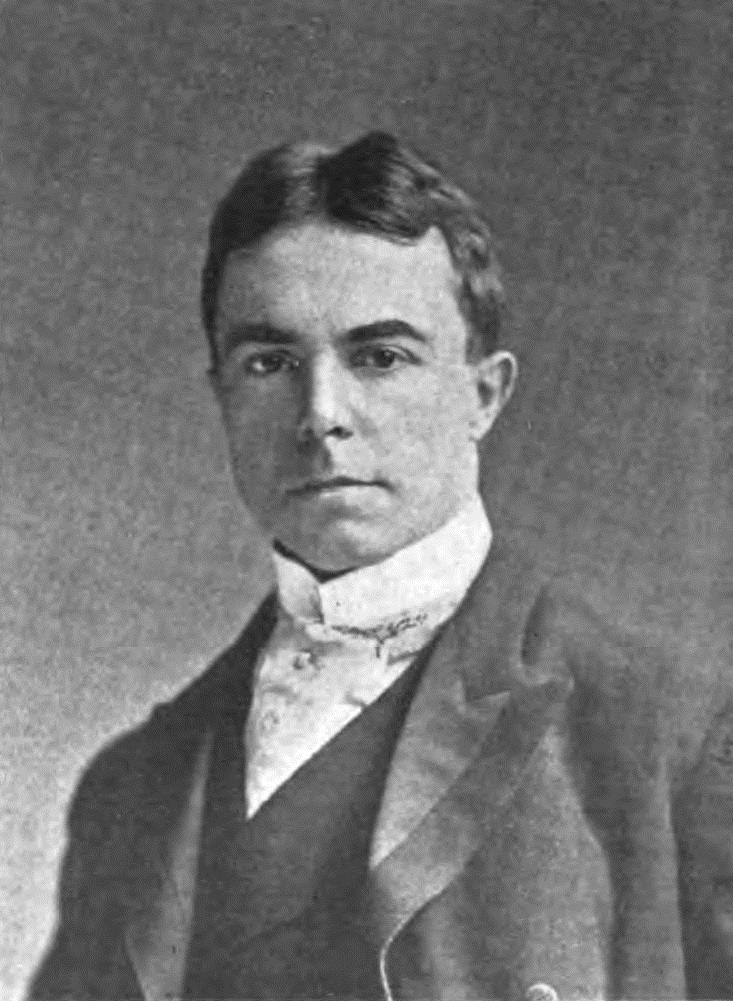
メルヴィル・デイヴィスン・ポースト

メルヴィル・デイヴィスン・ポースト（Melville Davisson Post,1869年4月19日 - 1930年6月23日 ）はアメリカの推理作家・法律家である。名探偵 “アブナー伯父（アンクル・アブナー）” の生みの親として知られている。

## 経歴
1869年ウェストヴァージニア州ハリスン・カウンティの富裕な農場に生まれる。ウェスト・ヴァージニア大学で文学、法学を修め、卒業後は弁護士となる。
1896年、悪徳弁護士ランドルフ・メイスンを主人公とする短編集『The Strange Schemes of Randolph Mason』を発表して小説家としてデビュー。法の抜け穴を突くメイスンを主人公とした同シリーズの内容には賛否両論あったものの、ポーストは一躍流行作家となる。

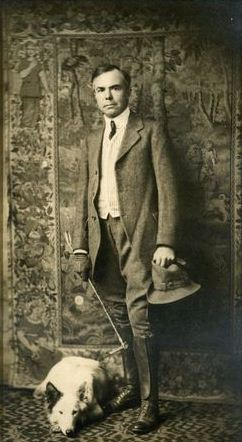
犬と一緒に

1903年、ヨーロッパへの船旅の途次で知り合った未亡人、アンと結婚した。1905年には長男をもうけたが、腸チフスに罹りわずか1歳半で死亡、傷心のポーストは法曹界から引退し、悲しみを癒すため夫妻でヨーロッパ周遊の旅に立った。
帰国後、作家専業となったポーストは数多くの作品を執筆、1911年6月3日の「サタデー・イブニング・ポスト」には、名探偵アブナー伯父の初登場作品となる「天の使い」を発表する。その後 “アブナー伯父もの” は計22編発表され、開拓時代のヴァージニアを舞台に数々の難事件を解決するアブナー伯父の活躍を描いた同シリーズは、第26代大統領セオドア・ルーズベルトも愛読したといわれるほどの成功を収め、作家としてのポーストの名声を不動のものとした。
しかし、私生活では1919年に夫人が肺炎により他界、晩年は孤独だったという。寂しさを紛らわせるためか乗馬に熱中していたが、1930年6月10日に落馬事故を起こし、それがもとで同年6月23日に死去した。

## 作品

### アブナー伯父
- 1918年 アンクル・アブナーの叡知 Uncle Abner ─Master of Mysteries─  -  アメリカ西部を舞台にしたポーストのミステリ代表作
  - シークレットサービスのウォーカー(1924年の作品)『アンクル・アブナーの叡智』吉田誠一ほか訳、早川書房〈ハヤカワ・ミステリ文庫〉、1976年
  - 『アブナー伯父の事件簿』菊池光訳、東京創元社〈創元推理文庫〉、1978年、新版2022年[1]
- 1928年 ヒルハウスの謎 The Mystery at Hillhouse -  アブナー伯父もの唯一の中編
  - 他の未収録3短編と併せ上記の日本版[2]「アブナー伯父の事件簿」（創元推理文庫）に収録

### ミステリ
- 1896年  ランドルフ・メイスンと７つの罪 The Strange Schemes of Randolph Mason - ポースト最初のシリーズキャラクターである、悪徳弁護士ランドルフ・メイスン登場[3]。
- 1920年  The Sleuth of St. James's Square -  ロンドン警視庁のヘンリー・マーキス卿もの。「新青年」ほか戦前の雑誌に和訳短編あり。
- 1924年 Walker of the Secret Service - アメリカ情報部ウォーカー部長もの。「探偵文芸」などの戦前の雑誌に和訳短編あり。
- 1928年 ムッシュウ・ジョンケルの事件簿 Monsieur Jonquelle! -  フランス人の警視総監を探偵に据えた連作。
  - 『ムッシュウ・ジョンケルの事件簿』 熊木信太郎訳、論創社〈論創海外ミステリ〉、2018年
- 1930年 The Silent Witness - ブラックストン大佐もので没後出版。「新青年」ほか戦前の雑誌に和訳短編あり。

### その他の小説
- 1901年 Dweller in the Hills -  ウエスタン小説。日本語未訳。
- 1910年 The Gilded Chair -  ロマンス小説。日本語未訳。